# Blocksignal

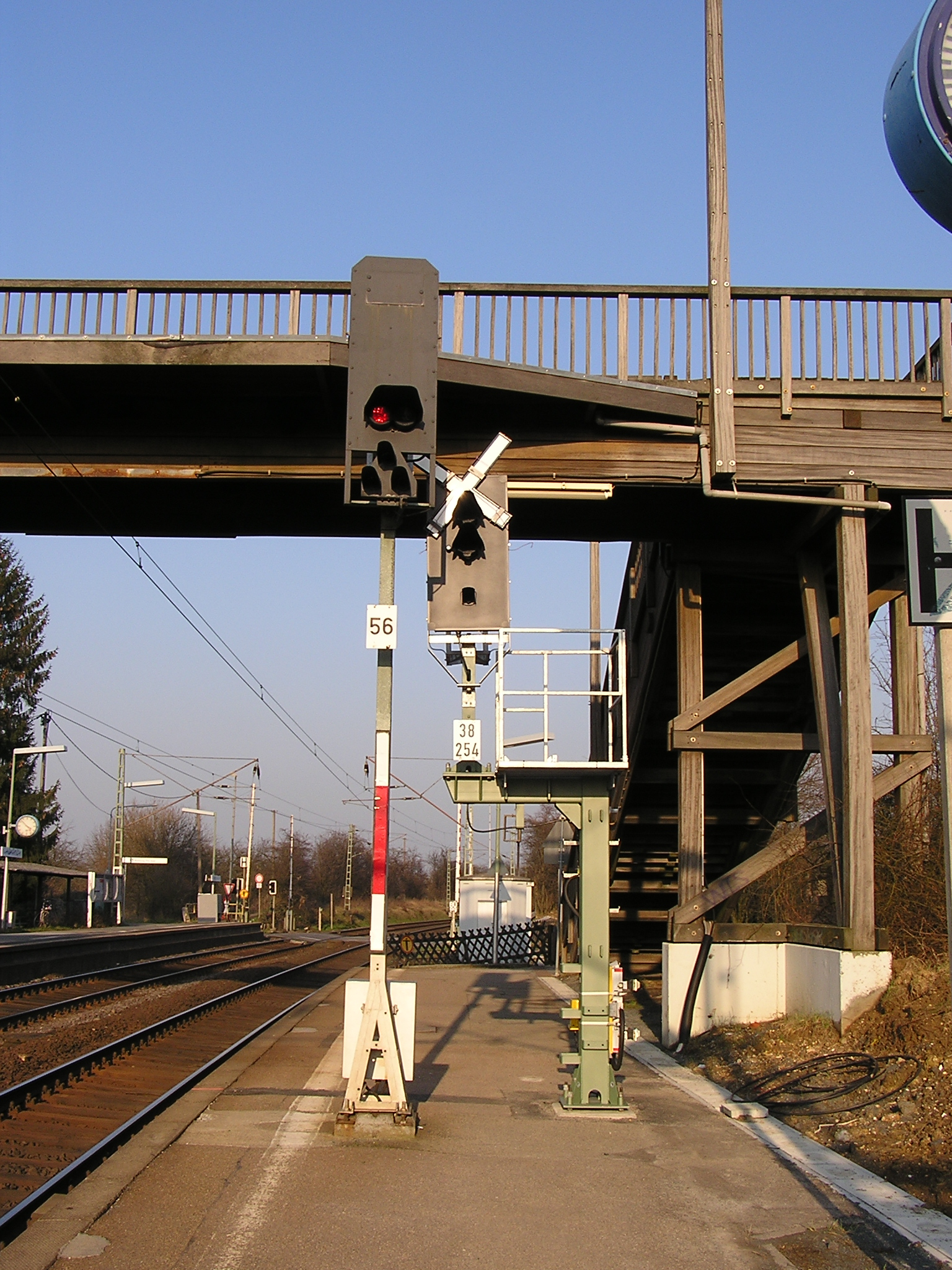
En tysk blocksignal.

En blocksignal är en typ av järnvägssignal som signalerar blocksträckor på linjen mellan två trafikplatser. Blocksignaler kontrolleras normalt inte av tågklareraren utan ger körbesked automatiskt om både blocksträckan och skyddssträckan bakom signalen är hinderfria.
Blocksignalen är en huvudsignal som reglerar tågs- och andra rörelsers möjlighet att köra in på en blocksträcka. Signalen kan visa "kör" (ett grönt sken) eller "stopp" (ett rött sken). Om blocksignalen står vid utfarten från en station kallas den utfartsblocksignal, annars mellanblocksignal.